# San Ignacio de Abajo
San Ignacio de Abajo är en ort i Mexiko.   Den ligger i kommunen Villa Hidalgo och delstaten Jalisco, i den centrala delen av landet, 400 km nordväst om huvudstaden Mexico City. San Ignacio de Abajo ligger 1 895 meter över havet och antalet invånare är 152.
Terrängen runt San Ignacio de Abajo är platt österut, men västerut är den kuperad. Runt San Ignacio de Abajo är det ganska glesbefolkat, med 42 invånare per kvadratkilometer. Närmaste större samhälle är Villa Hidalgo, 7,7 km norr om San Ignacio de Abajo. Trakten runt San Ignacio de Abajo består i huvudsak av gräsmarker.